# Marumba spectabilis
Espèce
Marumba spectabilis est une espèce d'insectes lépidoptères appartenant à la famille des Sphingidae, à la sous-famille des Smerinthinae, à la tribu des Smerinthini et au genre Marumba.

## Distribution
L'espèce est connue au Népal, au nord-est de l'Inde, dans le sud de la Chine, en Thaïlande, au Laos, au Vietnam, en Malaisie (péninsulaire, Sarawak) et en Indonésie (Sumatra, Java, Kalimantan, Sulawesi).

## Description

### Imago
L'envergure varie de 94 à 118 mm. 
Il est brun plus roux que d'autres espèces de Marumba. Il y a une boucle tornal forte sur le dessus de l'aile antérieure, ainsi que des bandes faibles et irrégulières. Il y a une grande zone brune-orange sur la partie postérieure de la face inférieure de l'aile antérieure au niveau d'aire post-médienne proche de l'angel externe. Une tache de la même couleur se trouve sur la face inférieure aile postérieure au niveau de l'angle anal.

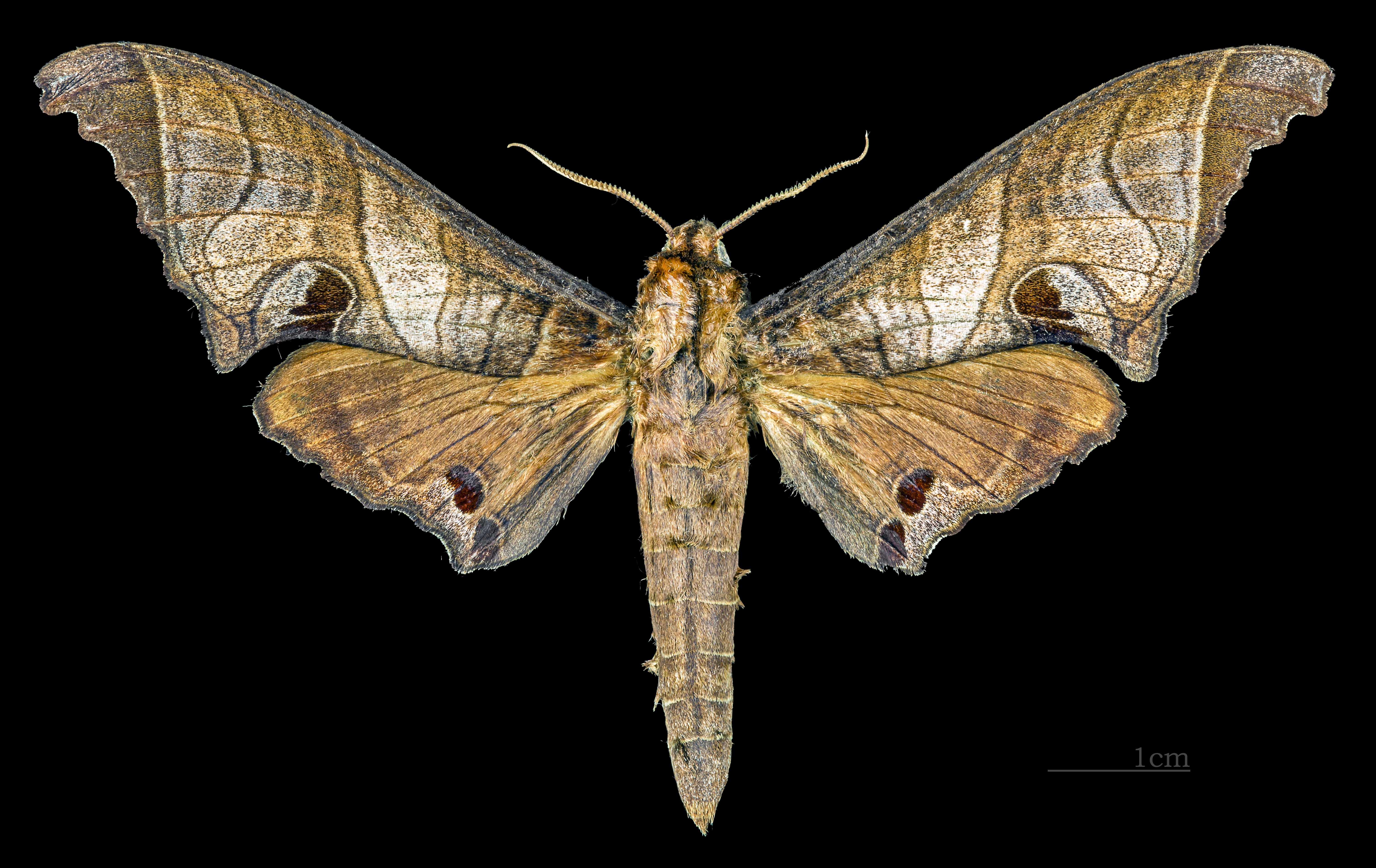
Avers du mâle (coll.MHNT)
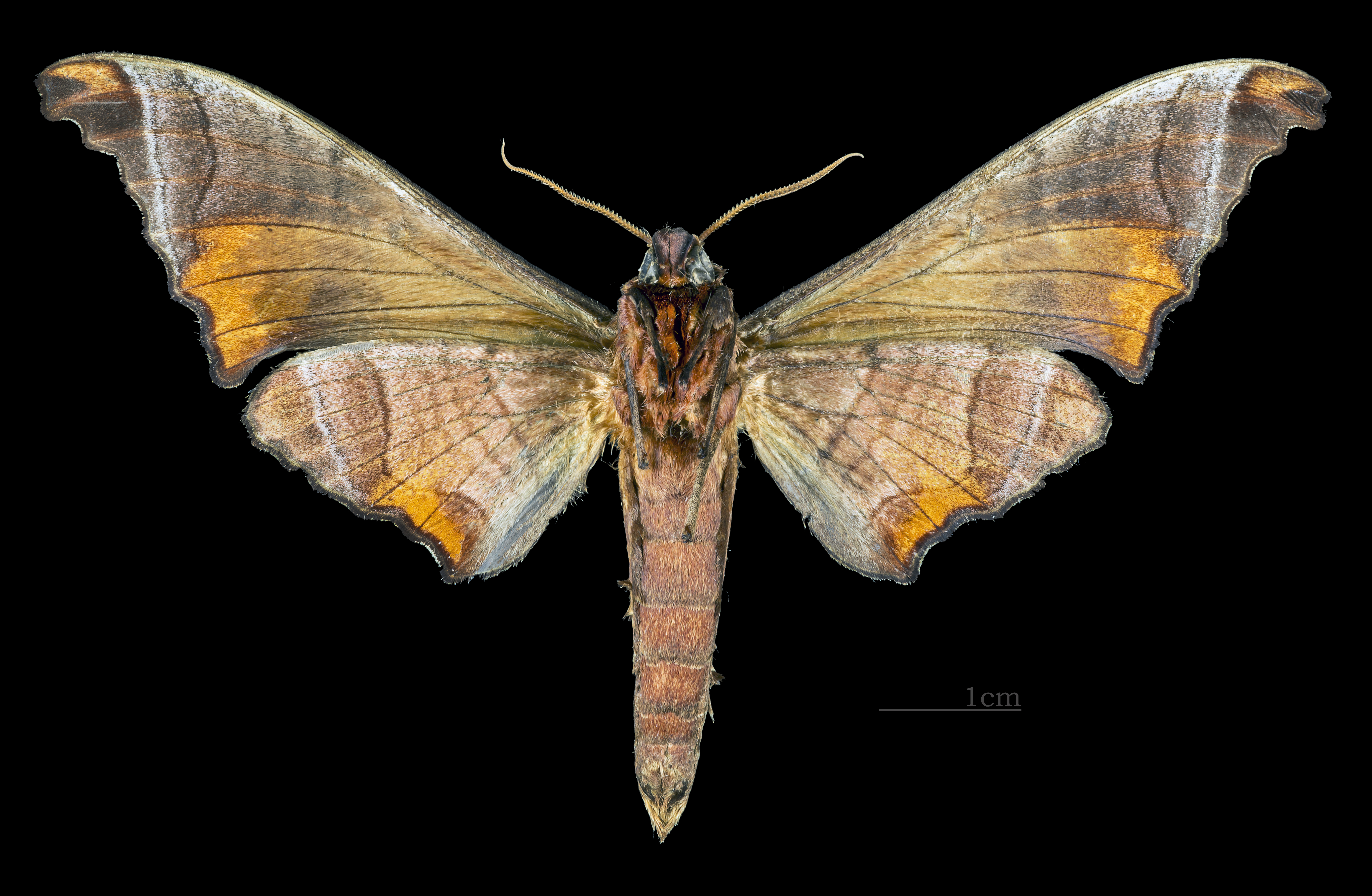
Revers du mâle (coll.MHNT)

### La chenille
Est jaunâtre clair au-dessus des stigmates, avec des tubercules jaunes, au-dessous des stigmates, le corps est vert d'eau avec des tubercules blancs, séparée de la partie dorsale par une bande substigmatique jaune vif qui vire au bru vers la partie ventrale. Les bandes obliques sont formées par des tubercules jaunes ou rouges. La corne est vert clair.

## Biologie
Il y a trois générations par an nord du Guangdong.  
Les chenilles se développent sur Meliosma rigida.

## Systématique
L'espèce Marumba spectabilis a été décrite par l'entomologiste Arthur Gardiner Butler en 1875, sous le nom initial de Triptogon sperchius.

### Synonymie
- Triptogon spectabilis Butler, 1875 Protonyme
- Marumba spectabilis chinensis Mell, 1922
- Marumba spectabilis tonkini Clark, 1933

### Liste des sous-espèces
- Marumba spectabilis spectabilis
- Marumba spectabilis malayana Rothschild & Jordan, 1903 (Sundaland)

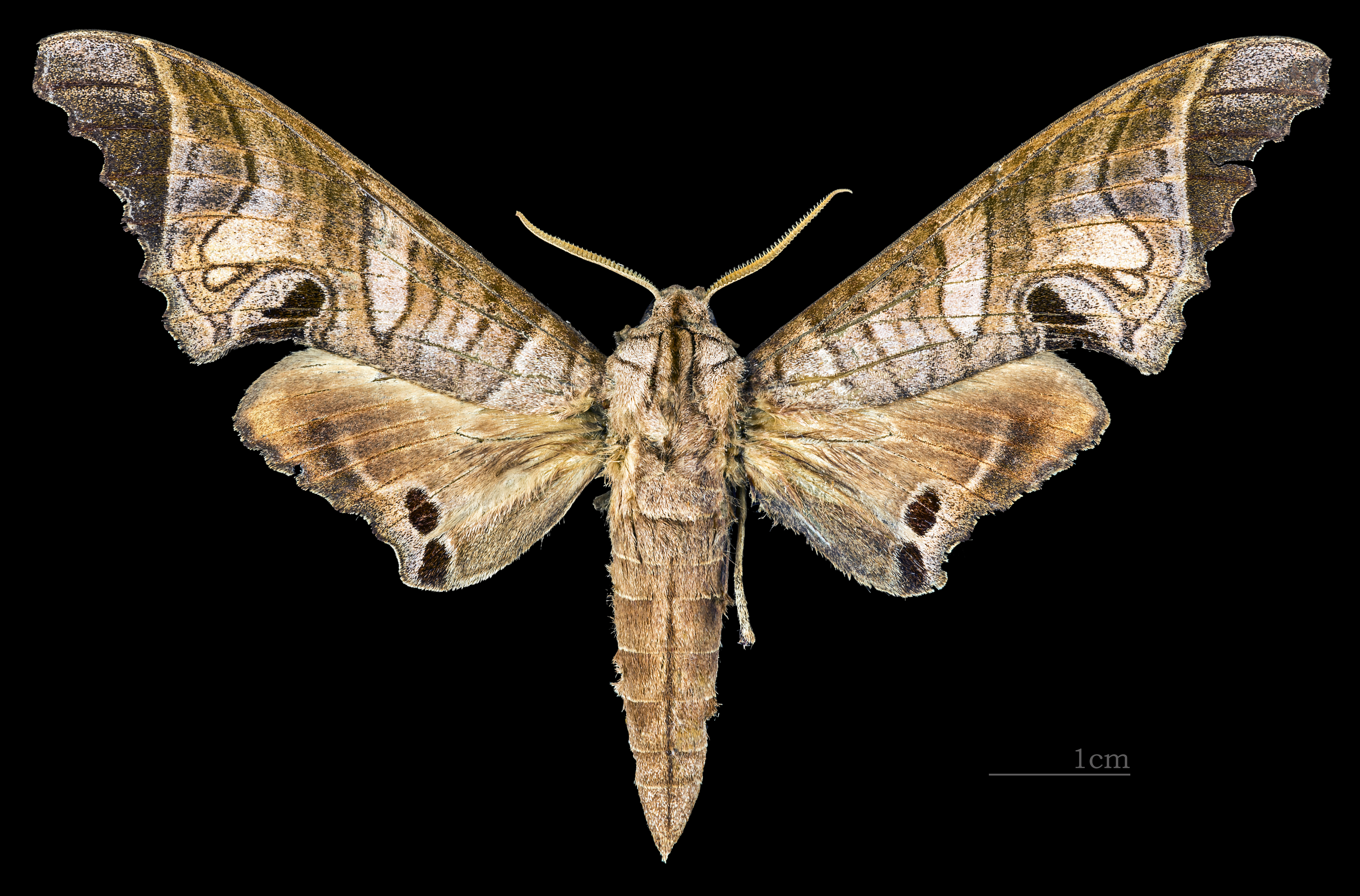
Marumba spectabilis malayana  Avers du mâle (coll.MHNT)
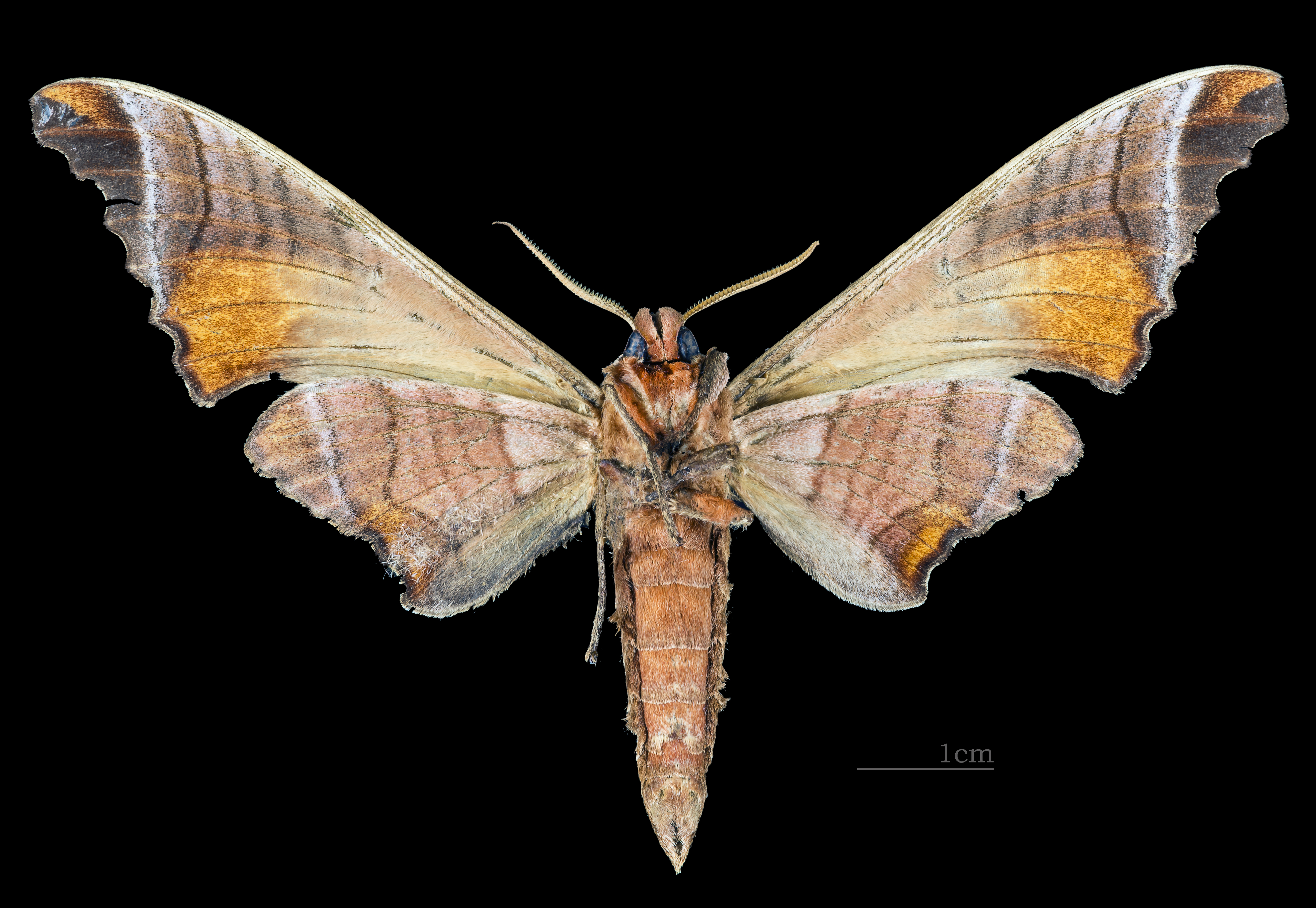
Marumba spectabilis malayana Revers du mâle (coll.MHNT)